# 川村広輝
川村 広輝（かわむら こうき、1997年4月10日 - ）は、日本の俳優である。大阪府出身。キリンプロに所属していた。

## 出演

### テレビドラマ
- 芋たこなんきん（NHK）
- 巷説百物語 狐者異（BS-i）
- 鬼平犯科帳（フジテレビ）
- おみやさん5（テレビ朝日）
- 土曜ワイド劇場 京都殺人案内29（テレビ朝日）
- 白虎隊（テレビ朝日）
- 天下騒乱〜徳川三代の陰謀（テレビ東京）
- 寧々〜おんな太閤記（テレビ大阪）万福丸 役

### 映画
- 花よりもなほ
- 大帝の剣
- 特命係長 只野仁
- 大奥（松竹）赤面疱瘡の少年 役
- 犬の首輪とコロッケと セイキ 役
- 忍たま乱太郎（2010年、ワーナー・ブラザース）神崎左門 役

### CM
- エースコック はじめての料理編
- セイバン 天使の羽根
- 池田銀行
- 四国電力
- ユニバーサルスタジオジャパン